# ヴィック・モロー
ヴィック・モロー（Vic Morrow、1929年2月14日 - 1982年7月23日）は、アメリカ合衆国の俳優で、製作や脚本も手掛けることもある。
本名ヴィクター・モロゾフ（Victor Morozoff）。「ビック・モロー」と表記されることが多く、｢ヴィック・モロウ｣とも表記される。また、新聞のテレビ欄などでは｢ビッグ・モロー｣表記も見られるが、誤りである。

## 経歴
ニューヨーク州ニューヨーク市ブロンクス区のロシア系ユダヤ系の両親の間に生まれる。17歳で高校を中退し、海軍に入隊。軍務を終えてから、夜学に入学し直してハイスクールを卒業。
フロリダのサザン大学で法律を学んだが、メキシコシティ・カレッジ演劇科に転校。卒業後、地方劇団、ニューヨークのアクターズ・ワークショップを経て、オフ・ブロードウェイの舞台に進出。
1955年に『暴力教室』で映画デビューし、映画ではアンソニー・マン監督の朝鮮戦争を題材にした『最前線』（1957年）でタフガイぶりを見せ、後年のキャリアを決定付けた。『ボナンザ』や『スパイ大作戦』、『鬼警部アイアンサイド』等のテレビ・シリーズにも多数ゲスト出演し、1962年にはテレビシリーズ『コンバット!』の主役・チップ・サンダース軍曹役に抜擢され、足掛け6年の長期に渡って出演し、人気を不動のものとするが、イメージの固定に悩んだ。
『コンバット！』では監督にも進出し、脱｢コンバット！｣を目指す1969年にはマカロニ・ウエスタン『スレッジ』の監督（英語版でのクレジット、イタリア版ではジョルジオ・ジェンティーリ）も務めた。その後、アクの強い個性派俳優としてジョン・ハフ監督の『ダーティ・メリー、クレイジー・ラリー』（1974年）やフランスのルネ・クレマン監督の『危険なめぐり逢い』（1975年）、マイケル・リッチー監督の『がんばれ！ベアーズ』（1976年）等で、脇役ながらも強い印象を残すが、主戦場はテレビ界であった。また、黒人奴隷問題が題材の史劇テレビ・ミニ・シリーズ『ルーツ』（1977年）にも奴隷商人役で出演し、ローン・グリーンやチャック・コナーズ等、テレビで活躍した俳優が共演していた。
1978年には日本の東映のスペース・オペラ物で深作欣二監督作品の『宇宙からのメッセージ』や韓国映画にも招かれ、イタリアのエンツォ・G・カステッラーリ監督の『最後のジョーズ』（1981年/未/テレビ放映/ビデオ）や敵役を演じた『ブロンクス・ウォリアーズ/1990年の戦士』（1982年/未/テレビ放映/ビデオ）といった米国ロケのイタリア映画にも出演した。
1982年に、『トワイライトゾーン/超次元の体験』第1話（ジョン・ランディス監督）で、人種差別主義者だったのが、逆に差別される立場になってしまうという男性を演じる。クライマックスであるベトナム戦争のシーンをロサンゼルス北80kmの砂漠にて撮影中、頭上から模擬爆弾の爆風を受けたヘリコプターが落下。共演していたベトナム出身の2人の子供と共にローターに巻き込まれて死亡（ヘリコプターの搭乗員は無傷だった）。このためにラストシーンが変更され、この事故のシーンは映画に採用されなかったが、日本の映画『ザ・ショックス 〜世界の目撃者〜』（日本テレビ製作）や、テレビ特番の衝撃映像集で数回取り上げられている。
『トワイライトゾーン/超次元の体験』の出演は、本人にとっては再起を図った作品であっただけに、その死が悼まれた。
なおヴィックの人差し指は、生まれつき奇形であった。『コンバット・クロニクル』によれば、彼はトミーガンの引鉄を中指で引いていたが、一切画面には映さないようにしていたという。

### プライベート
私生活では、1957年にバーバラ・ターナーと結婚。2人の娘をもうけるが、1964年に離婚。次女は女優のジェニファー・ジェイソン・リー。1975年に再婚するが、1年足らずで再び離婚。

## 出演作品

### 映画
| 公開年                                         | 邦題 原題                                                     | 役名                       | 備考       |
| ---------------------------------------------- | ------------------------------------------------------------- | -------------------------- | ---------- |
| 1955                                           | 暴力教室 Blackboard Jungle                                    | アーティ・ウエスト         |            |
| 1956                                           | 悪人への貢物 Tribute to a Bad Man                             | ラース・ピーターソン       |            |
| 1957                                           | 最前線 Men in War                                             | ジェームズ                 |            |
| 1958                                           | 地獄の五時間/俺に近づくな Hell's Five Hours                   | ナッシュ                   |            |
| 1958                                           | 闇に響く声 King Creore                                        | シャーク                   |            |
| 1958                                           | 真昼の欲情 God's Little Acre                                  | ショー                     |            |
| 1960                                           | シマロン Cimarron                                             | ウェス・ジェニングス       |            |
| 1961                                           | ギャングの肖像 Portrait of a Mobster                          | ダッチ・シュルツ           |            |
| 1961                                           | 四人の無頼漢 Posse From Hell                                  | クリップ                   |            |
| 1969                                           | ターゲット・ハリー Target: Harry                              | ハリー・ブラック           |            |
| 1970                                           | スレッジ A Man Called Sledge                                  | -                          | 監督のみ   |
| 1971                                           | 金庫破り A Step Out of Line                                   | ジョー・ローリンズ         | テレビ映画 |
| 1971                                           | 殺しを呼ぶ情事 Travis Logan, D.A.                             | トラヴィス・ローガン       | テレビ映画 |
| 1971                                           | 怒りの爆破 River of Mystery                                   | フィル                     | テレビ映画 |
| 1972                                           | 暗黒の檻を暴け The Glass House                                | ヒューゴ                   | テレビ映画 |
| 1974                                           | 狙われた裏窓 Nightmare                                        | ラウシュ                   | テレビ映画 |
| 1974                                           | ダーティ・メリー/クレイジー・ラリー Dirty Mary, Crazy Larry   | エヴェレット・フランクリン |            |
| 1974                                           | ザ・テイク/わいろ The Take                                    | マンソ                     |            |
| 1974                                           | カリフォルニア・キッド The California Kid                     | ロイ・チルドレス           | テレビ映画 |
| 1974                                           | ファネラル・アサシン Funeral for an Assassin                  | マイケル・カーディフ       |            |
| 1975                                           | 脱走の谷/恐怖の人妻誘拐 Death Stalk                           | レオ・ブルナー             | テレビ映画 |
| 1975                                           | 危険なめぐり逢い La baby sitter                               | ヴィク                     |            |
| 1975                                           | アメリカを震撼させた夜 The Night That Panicked America        | ハンク・マルドゥーン       | テレビ映画 |
| 1976                                           | がんばれ!ベアーズ The Bad News Bears                          | ロイ・ターナー             |            |
| 1976                                           | マタクンベの黄金 Treasure of Matecumbe                        | スパングラー               |            |
| 1977                                           |                                                               |                            |            |
| 超能力100万ボルトの瞳 The Man with the Power   | ポール                                                        | テレビ映画                 |            |
| 戦慄!病院襲撃 The Hostage Heart                | スティーヴ                                                    | テレビ映画                 |            |
| 恐怖!蜘蛛の巣連続殺人 Curse of the Black Widow | コンティ                                                      | テレビ映画                 |            |
| 1978                                           | 宇宙からのメッセージ Message From Space                       | ゼネラル・ガルダ           | 日本映画   |
| 1979                                           | エビクターズ/惨殺の家 The Evictors                            | ジェイク・ラッド           |            |
| 1980                                           | モンスター・パニック Monster: Humanoid From the Deep          | ハンク・スラテリー         |            |
| 1981                                           | ジョーズ・リターンズ L'ultimo squalo                          | ロン                       |            |
| 1982                                           | ブロンクス・ウォリアーズ/1990年の戦士 1990:The Bronx Warriors | ハマー                     |            |
| 1983                                           | トワイライトゾーン/超次元の体験 Twilight Zone The Movie       | ビル・コナー               | 第1話      |

### テレビシリーズ
| 放映年    | 邦題 原題                                | 役名                   | 備考                                   |
| --------- | ---------------------------------------- | ---------------------- | -------------------------------------- |
| 1962-1967 | コンバット! Combat!                      | チップ・サンダース軍曹 | 7エピソードを監督・152エピソードに出演 |
| 1970      | 警部ダン・オーガスト Dan August          | スティーヴ・ハリソン   | 1エピソード                            |
| 1971      | マニックス特捜網 Mannix                  | エリック・ラティマー   | 1エピソード                            |
| 1972      | スパイ大作戦 Mission: Impossible         | ジョセフ・コリンズ     | 1エピソード                            |
| 1973-1974 | ポリス・ストーリー/張り込み Police Story | ジョー・ラフリエダ     | 3エピソード                            |
| 1977      | ルーツ Roots                             | エイムス               | 4エピソード                            |